# Уторгош (станция)
У́торгош — железнодорожная станция Санкт-Петербург-Витебского отделения Октябрьской железной дороги, расположена в одноимённом посёлке Шимского района Новгородской области. Расположена между остановочными пунктами 181 км. и Низы. Находится на расстоянии 188 км. от Санкт-Петербурга, 57 км. от Дно.

## История
Станция открыта осенью 1903 года с названием Мшага, данном ей по одноимённой реке. Находилась на 177 версте от Санкт-Петербурга, в 1904 году переименована в Уторгош.
В советское время до 1980-х годов была в числе главных узловых, затем в числе крупных узловых. С 1975 года была передана в состав Ленинград-Московского отделения, с 1992 года — в состав Санкт-Петербург-Витебского.
Существующий в настоящее время вокзал был построен в 1950 году и отремонтирован в 2006 году. На это же время пришлась и реконструкция путевого хозяйства станции.

## Путевое развитие
Станция располагает четырьмя путями, из которых 3 пассажирских, один — погрузочно-разгрузочный, одной боковой платформой, находящейся у первого пути, вокзалом постройки 1950-х годов и зданием ДСП. В 2006 году вокзал и ДСП были отремонтированы.

## Дальнее сообщение
По состоянию на июнь 2017 года вокзал отправляет и принимает поезда следующих направлений:
| № поезда | Маршрут движения               | № поезда | Маршрут движения               |
| -------- | ------------------------------ | -------- | ------------------------------ |
| 57       | Санкт-Петербург — Гродно       | 58       | Гродно — Санкт-Петербург       |
| 79       | Санкт-Петербург — Калининград  | 80       | Калининград — Санкт-Петербург  |
| 677      | Санкт-Петербург — Великие Луки | 678      | Великие Луки — Санкт-Петербург |

## Пригородное сообщение
По состоянию на 2012 год станция обслуживает следующие направления:
- Оредеж - Дно[источник не указан 194 дня]